# Peperomia camptotricha
Peperomia camptotricha es una especie de planta de flores de la familia Piperaceae, endémica de México.

## Galería

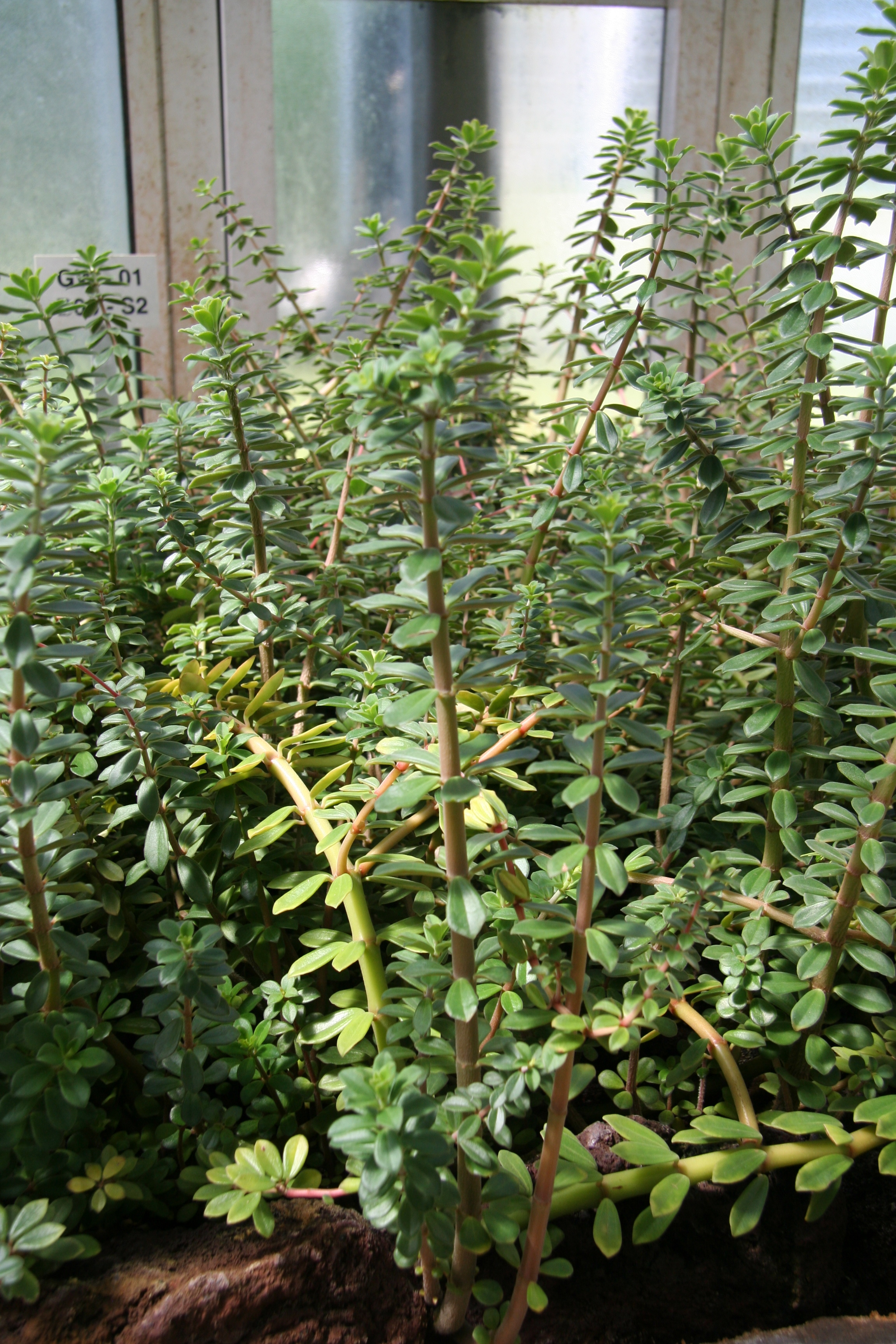
Vista general de la planta
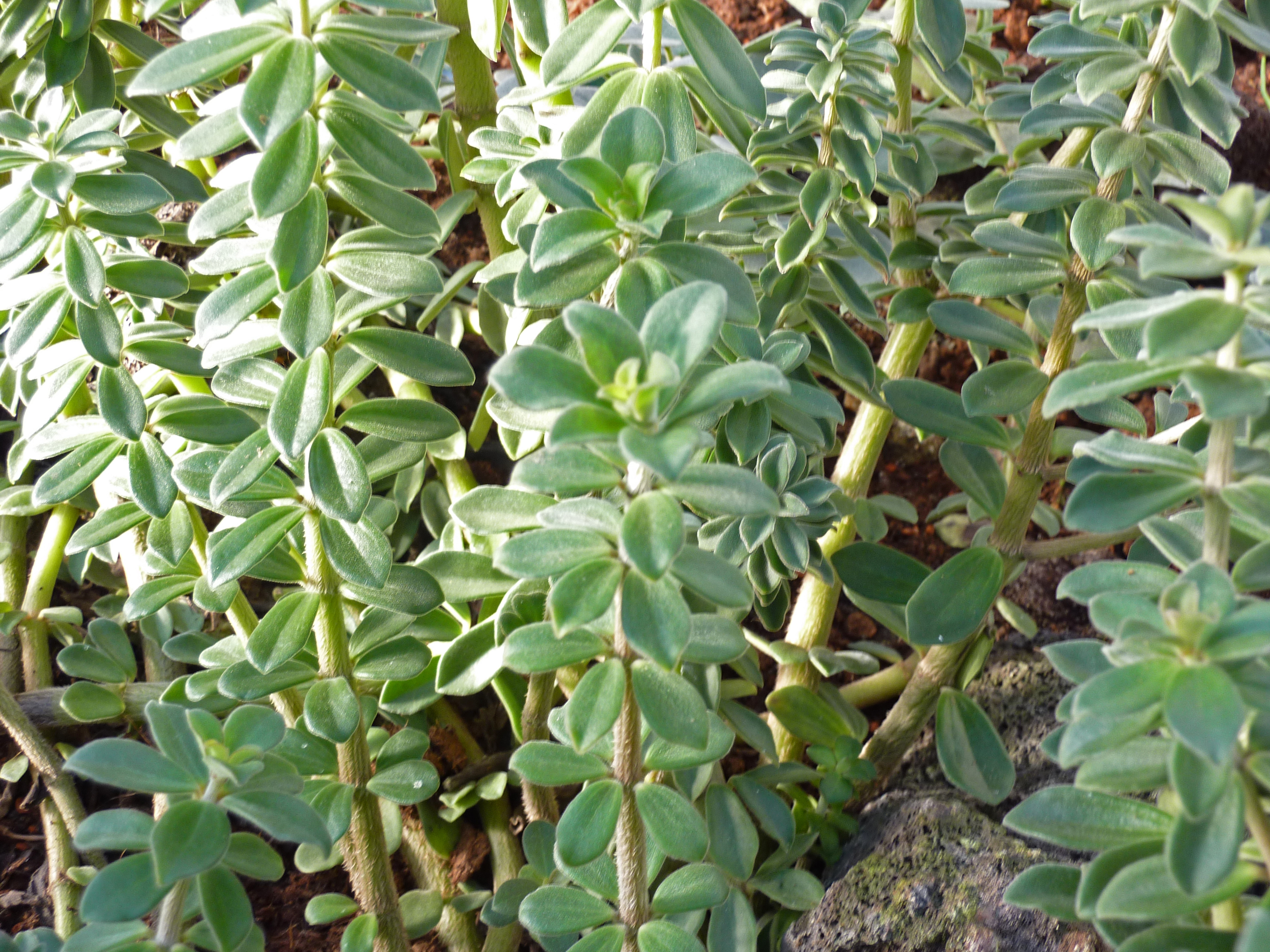
Detalle
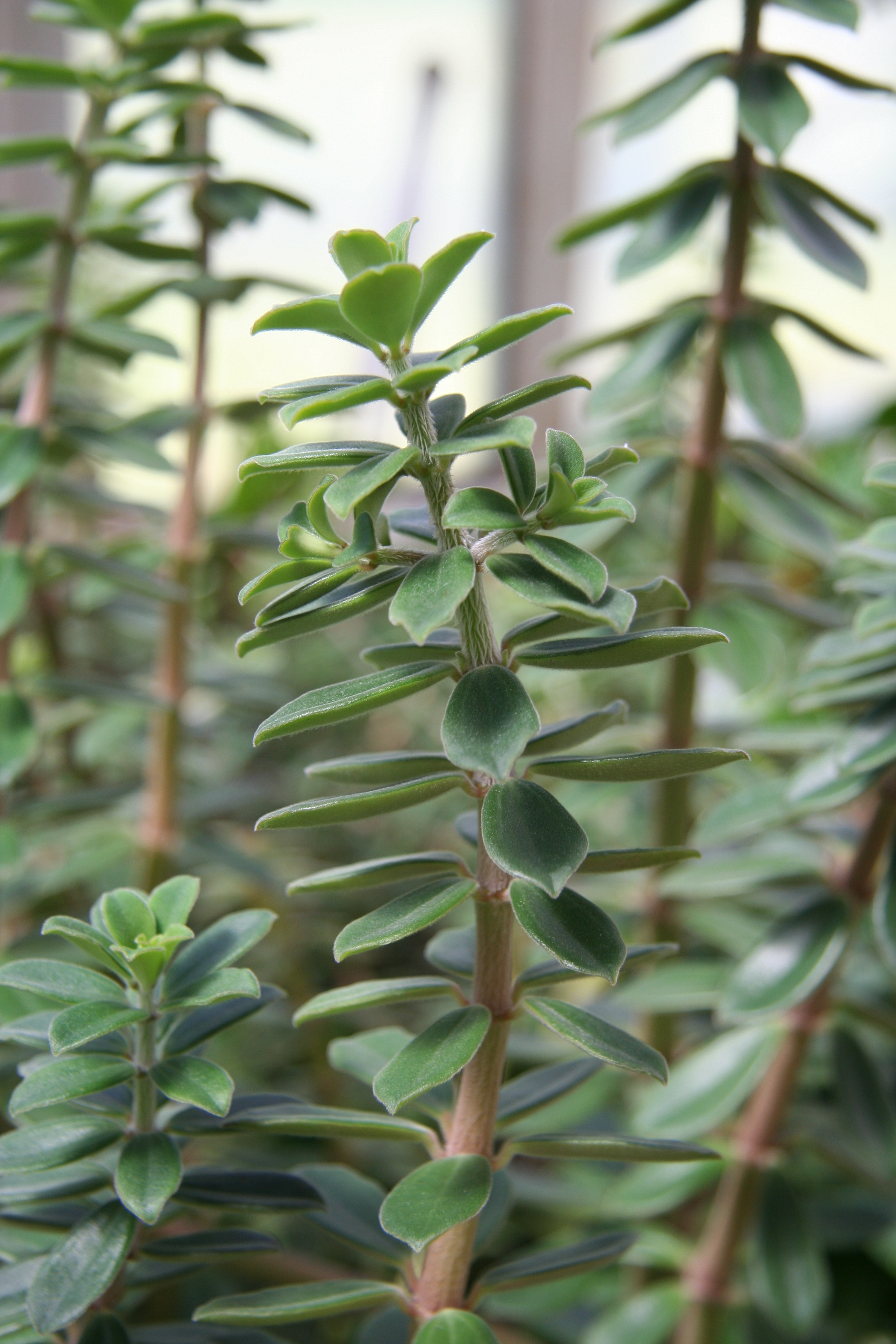
Rama en detalle